# Championnats du monde de triathlon en relais mixte 2013
Navigation
Édition précédente Édition suivante
Les Championnats du monde de triathlon en relais mixte 2013 de la UIT s'est tenu à Hambourg, en Allemagne le 21 juillet 2013. La compétition était la cinquième depuis sa création en 2009. L'événement de ce championnat du monde a coïncidé sur le même week-end que l'épreuve des Séries mondiales de triathlon (WTS) de Hambourg de 2013.
Chaque pays a été autorisé à participer avec pour la première fois qu'une seule équipe de quatre participants, composée de deux femmes et de deux hommes. Les équipes doivent s'affronter dans l'ordre suivant : (1 femme/1 homme/1 femme/1 homme). Chaque triathlète doit concourir sur une nage de 300 mètres, une course à vélo de 6 km, une course à pied de 2 km et passer le relais à son compatriote.

## Résultats
L'Allemagne gagne pour la première fois le championnat du monde de triathlon en relais mixte, et devient le troisième pays titré dans cette compétition. L'équipe de Nouvelle-Zélande a terminé deuxième, cinq secondes devant les États-Unis qui monte pour la première fois sur le podium, depuis la création de l'épreuve.
| Rang | Équipe           | Temps           |
| --- | ---------------- | --------------- |
| | Allemagne I      | 1 h 17 min 55 s |
| - Anja Knapp : 20 min 20 s - Jan Frodeno : 18 min 33 s - Anne Haug : 20 min 04 s - Franz Loeschke : 18 min 59 s   |                  | 1 h 17 min 55 s |
| | Nouvelle-Zélande | 1 h 18 min 14 s |
| - Andrea Hewitt : 20 min 08 s - Tony Dodds: 18 min 34 s - Kate McIlroy : 20 min 27 s - Ryan Sissons : 19 min 06 s |                  | 1 h 18 min 14 s |
| | États-Unis       | 1 h 18 min 19 s |
| - Sarah Groff : 20 min 06 s - Ben Kanute : 18 min 38 s - Gwen Jorgensen : 20 min 01 s - Cameron Dye : 19 min 35 s |                  | 1 h 18 min 19 s |
| 4 | Australie        | 1 h 18 min 33 s |
| 5 | France           | 1 h 18 min 49 s |
| 6 | Italie           | 1 h 19 min 00 s |
| 7 | Suisse           | 1 h 19 min 37 s |
| 8 | Russie           | 1 h 19 min 40 s |
| 9 | Canada           | 1 h 19 min 46 s |
| 10 | Japon            | 1 h 19 min 51 s |
| 11 | Pays-Bas         | 1 h 20 min 08 s |
| 12 | Ukraine          | 1 h 20 min 12 s |
| 13 | Brésil           | 1 h 20 min 31 s |
| 14 | Afrique du Sud   | 1 h 21 min 02 s |
| 15 | Espagne          | 1 h 21 min 14 s |
| 16 | Mexique          | 1 h 22 min 10 s |
| 17 | Belgique         | 1 h 22 min 35 s |
| 18 | Hongrie          | 1 h 22 min 46 s |
| DNF | Grande-Bretagne  | 0 h 00 min 00 s |
| DNF | Argentine        | 0 h 00 min 00 s |
| Source: |                  |                 |

Ils sont deux cette année à avoir le meilleur temps (18 min 29 s) ex aequo du côté des hommes : l'australien Aaron Royle et pour la deuxième année de suite, le français Vincent Luis.
L'américaine Gwen Jorgensen a été la plus rapide du côté des femmes (20 min 01 s).